# مادر جونز (مجله)
مادر جونز (انگلیسی: Mother Jones) (با مخفف موجو ،به انگلیسی: MoJo ) یک مجله آمریکایی است که بر اخبار ، تفسیرها و گزارش های تحقیقاتی در موضوعاتی از جمله سیاست ، محیط زیست ، حقوق بشر ، بهداشت و فرهنگ تمرکز دارد. گرایش سیاسی آن به گونه های مختلف لیبرال یا مترقی توصیف می شود .  کلارا جفری به عنوان سردبیر مجله فعالیت می کند. استیو کاتس از سال 2010 ناشر بوده است. مونیکا بوئرلاین از سال 2015 مدیر عامل ارشد آن بوده است.    مادر جونز توسط بنیاد ترقی ملی منتشر شده است. 
این مجله به افتخار مری هریس جونز معروف به مادر جونز ، فعال سندیکایی ایرلندی-آمریکایی ، کنشگر سوسیالیست و مخالف سرسخت کار کودکان نامگذاری شده . 